# 西南吊兰
西南吊兰（学名：Chlorophytum nepalense）为百合科吊兰属的植物。分布于锡金、尼泊尔、印度以及中国大陆的云南、西藏、贵州、四川等地，生长于海拔1,300米至1,750米的地区，多生在草坡、林缘和山谷岩石上，目前尚未由人工引种栽培。